# チリアン・テリア

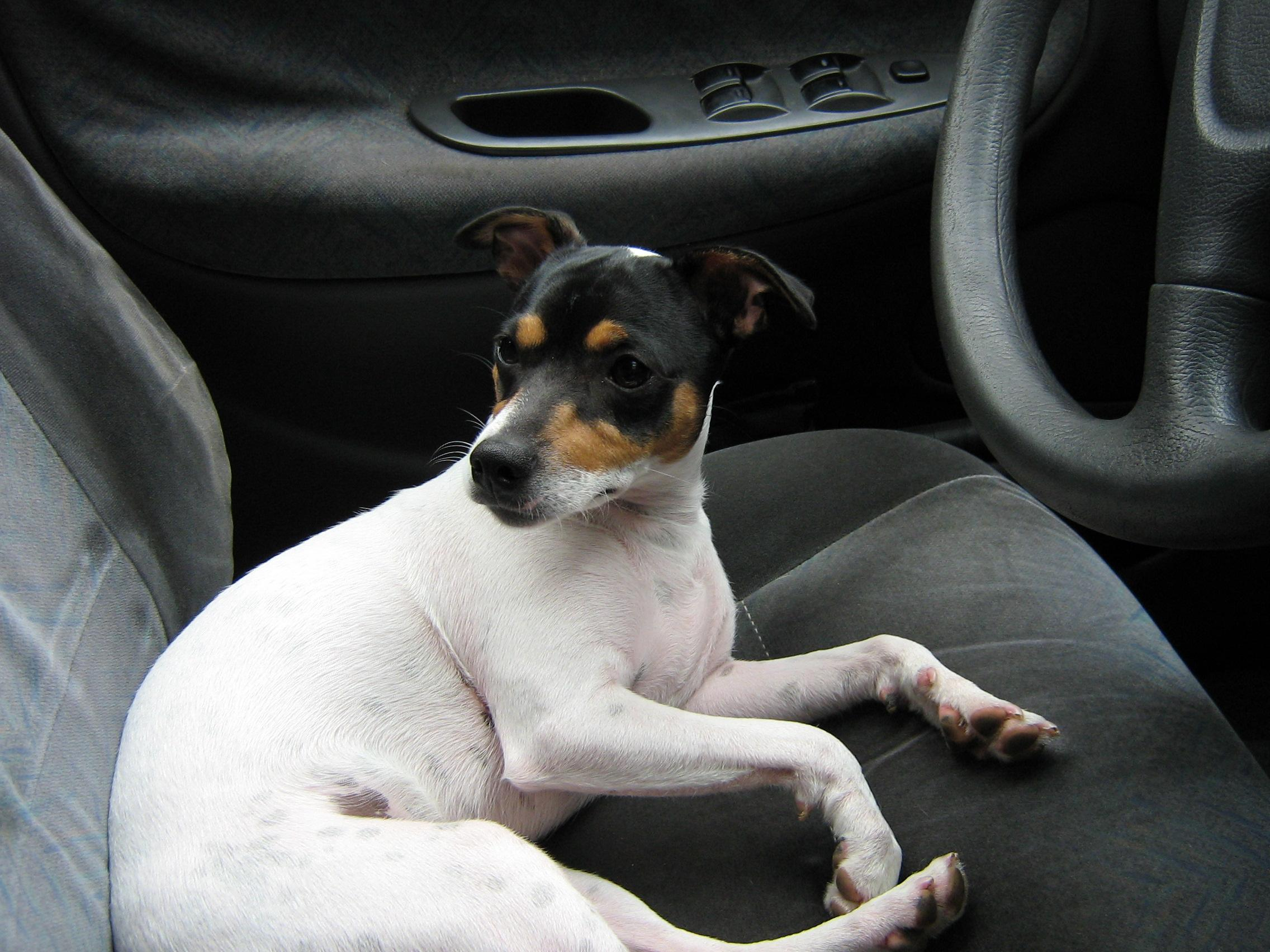
チリアン・テリア

チリアン・テリア（英：Chilian Terrier）は、チリ南部原産のテリア犬種のひとつである。フォックス・テリアタイプ犬種の一種でもある。別名はチリアン・フォックス・テリア（英：Chilian Fox Terrier）、チリアン・ラット・テリア（英：Chilean Rat Terrier）など。

## 歴史
親戚種であるブラジリアン・テリアと非常に似た生い立ちを持つ。19世紀後半にヨーロッパから持ち込まれたイギリス系ジャック・ラッセル・テリアと地元の土着のテリアやピンシャータイプの犬が自然交配し、計画繁殖の手を介さずに固定され根付いていったものである。
主に地上でネズミを狩るのに用いられた。作物の食害や伝染病の媒介を予防するため、目の前に現れたネズミは逃さずにすばやく捕らえた。農地だけでなく、鉱山や坑道でもネズミを駆除する。この他には番犬として使われたり、体力があり活発なので子供の遊び相手となったりしている。
チリ南部ではよく見かけるとされる犬種だが、チリ以外ではほとんど飼育されていない珍しい犬種である。
現在FCIには公認登録されていないが、これは犬種として確立されていないためではなく、ブラジリアン・テリアの国違い犬種として認知されているためである。しかしながら、チリアンとブラジリアンは原産地だけでなく、容姿や特徴にも違いが存在する別犬種である。

## 特徴
引き締まった体つきをしたテリアで、脚が長く走るのが速い。頭部の形はブラジリアン・テリアではなく日本テリアに近い（血縁関係はない）。マズルの先はとがっていない。耳はローズ耳、尾は飾り毛のない先細りの垂れ尾だが、かなり短く断尾することがある。コートは非常に短いスムースコートで、毛色はホワイトをベースとしてブラックやタンが入ったトライカラーやパーティーカラーなど。
中型犬サイズで、性格は知的で活発、陽気だが、やはりジャック・ラッセル・テリアのように狡賢でいたずら好きな一面もある。しつけの飲み込みは非常によく、特に興味があることと交えて教えることでより吸収を早めることが出来る。ただし、テリア・キャラクターの影響により頑固で気の強い一面もあり、初心者にはややしつけが難しくなる傾向がある。家族以外の人に対しても友好性を示し、多頭飼いにも比較的向いた犬種である。番犬としても使われてきた経緯から、よく吠える性質があるが、しつけによって軽減・改善が可能である。運動量は中型犬並みに多く、軽い散歩程度ではストレスを発散するまでには遠く至らない。